# Luis Dimas
Luis Dimas Misle Troncoso (nacido como Luis Salvador Misle Troncoso; Valparaíso, 11 de diciembre de 1942-Santiago, 17 de noviembre de 2021), conocido por su seudónimo Luis Dimas, fue un cantante chileno de la nueva ola apodado en su país como «el rey del twist». También se le reconoce su trabajo como actor en la película autobiográfica llamada Takilleitor.

## Biografía
Nació en Valparaíso el 11 de diciembre de 1942 Sus comienzos no fueron muy felices. Por necesidad económica comenzó a trabajar como actor infantil en los teatros de revistas. Un día de casualidad, faltó un número en el teatro Broadway, y Luis lo reemplazó cantando por primera vez en escena; su éxito con el público fue inmediato. Desde niño tuvo una aceptación impresionante con las audiencias. Por los años sesenta Ricardo García, destacado locutor de radio se transformó en su padrino artístico, lo impulsó en las radioemisoras y le presentó a Jaime Román, promotor del sello Philips.
Inició su carrera a temprana edad en Santiago, para pasar al ambiente radial. A principios de los años 1960 adoptó el apellido artístico Dimas, e ingresó al grupo Los Lyons. En 1961 el grupo pasó a ser conocido como «Luis Dimas y Sus Twisters», o simplemente Los Twisters. En el grupo, Dimas adoptó el repertorio y baile de Chubby Checker, que en esa época causaba furor en Chile.
En 1961, grabó su primer disco para esta casa discográfica. Se había acabado Luis Misle Troncoso, su nombre verdadero, para dar paso a Luis Dimas, una estrella que hasta el día de hoy vive en el inconsciente colectivo de millones de chilenos.
Como todos los artistas de la época, graba en inglés, introduciendo en Chile el ritmo del twist. Sus primeros éxitos son «The Twist» y «Let's Twist Again». En 1963 se decide a grabar temas en castellano y de autores chilenos, comenzando a escribir sus propias canciones: «Penas juveniles» ; «Señorita Desconocida» y «Muñequita» se convierten en verdaderos éxitos. Ese mismo año arrasa con todos los premios.
Le seguirían «Caprichito», «Me recordarás», «Sueña». En los años siguientes le llueven los éxitos, los premios, las giras y las ediciones en toda América. En 1964 se publican «Mi secreto», «Leyla», «Rosita», «No te comparto», «Mi chaqueta blanca» y «Chica más linda del colegio».
En 1967, lanzó su carrera en solitario con un repertorio más internacional, además de conducir un programa de televisión en Canal 9. En 1969 se radicó en Perú, conduciendo varios programas televisivos. Después del Golpe de Estado en Chile de 1973, el terremoto de Lima le hace perder su propiedad y emigra a Canadá. Aunque ha señalado en reiteradas ocasiones que actuó en Las Vegas, no hay pruebas de sus participaciones en uno de los principales centros turísticos estadounidenses.
Mientras tanto sigue viajando por toda América. Después de dos exitosas temporadas en televisión viaja a Perú, donde se radica entre 1969 y 1971. Llega a tener tres shows de TV: Show de Luis Dimas, Dimas 70 y Club 44, convirtiéndose en el primer Chileno que tiene un programa de televisión en el extranjero. En esa época gana su cuarto disco de platino y ocho los de oro por el tema que compone con el argentino Francis Smith, «Zapatos rotos». Regresó a Chile en 1984, participando en locales nocturnos y algunos programas de televisión.
Su arrastre en vivo siempre fue notable. Poco tiempo después graba «Cazador cazado». Lo que le permite llegar al Festival de la Canción de Viña del Mar en calidad de número estelar. Éxito que se repite al volver a tan importante escenario en 1987 y en 2000, con gran aceptación del público de la Quinta Vergara.
Destaca en 1991 su participación estelar en el filme Takilleitor, del director Daniel de la Vega, considerada la peor película de la historia del cine chileno. Takilleitor muestra al cantante en una escena final en la que es abducido por extraterrestres. Junto a otros cantantes de la Nueva ola chilena, realizó un show especial en el Festival de Viña del Mar 2001. En 2005 participó en el programa Rojo VIP.
Fue nombrado en abril de 2010, junto a otros porteños, como «Hijo Ilustre de Valparaíso». En 2019 fue internado en una clínica de Valparaíso tras sufrir un infarto, recuperándose posteriormente.

## Muerte
Falleció el 17 de noviembre de 2021 a los 78 años. Su muerte fue confirmada por su hijo Salvador Misle a través de Twitter, tras sufrir un síndrome de disfunción multiorgánica luego de haber sido internado el mismo día en el Hospital Barros Luco Trudeau. Anteriormente, estuvo internado por problemas al miocardio.

## Discografía

### Discos de estudio
'Long Play' 
- Twisteando con Mr. Twist (1961) - [Chile]
- Show De Luis Dimas Y Sus Twisters (1963) - [Chile]
- El Dinámico Show De Luis Dimas Y Sus Twisters (1965) - [Ed Org. Argentina]
- Cita Con Luis Dimas (1965) - [Ed. Chilena] (grabación original Argentina ↑)
- Luis Dimas En El Casino (1968) - [Chile]
- Today "Hoy" (1982) - [Canadá]
- Con Amor... (1986) - [Venezuela]
- Luis Dimas International (?) - [Canadá]

'CASSETTE'
Hoy (1983) - [Chile]
El Show De Luis Dimas (1983) - [Chile]
'CD'
- Luis Dimas El Rey - 21 Grandes Éxitos (1995)

### Discos recopilatorios
- Colección inmortales (2005)
- Nostalgias VIP (2006)
- Luis Dimas Por Siempre (2017)

### Discos en vivo
- En El Casino (1968)
- En Concierto (DVD, 2000)

## Filmografía
- Chao, amor (Ciao, amore, ciao) (1968)
- Takilleitor (1996).
- Tuve un sueño contigo (1999).
- Coronación (2000) (cantando: «Caprichito»).
- Un concierto inolvidable: Nueva Ola, la película (2014).